# Grand Prix Monako Formuły 1
Grand Prix Monako – wyścig zaliczany do mistrzostw świata Formuły 1, jedna z najstarszych i najbardziej prestiżowa impreza tego typu.

## Historia

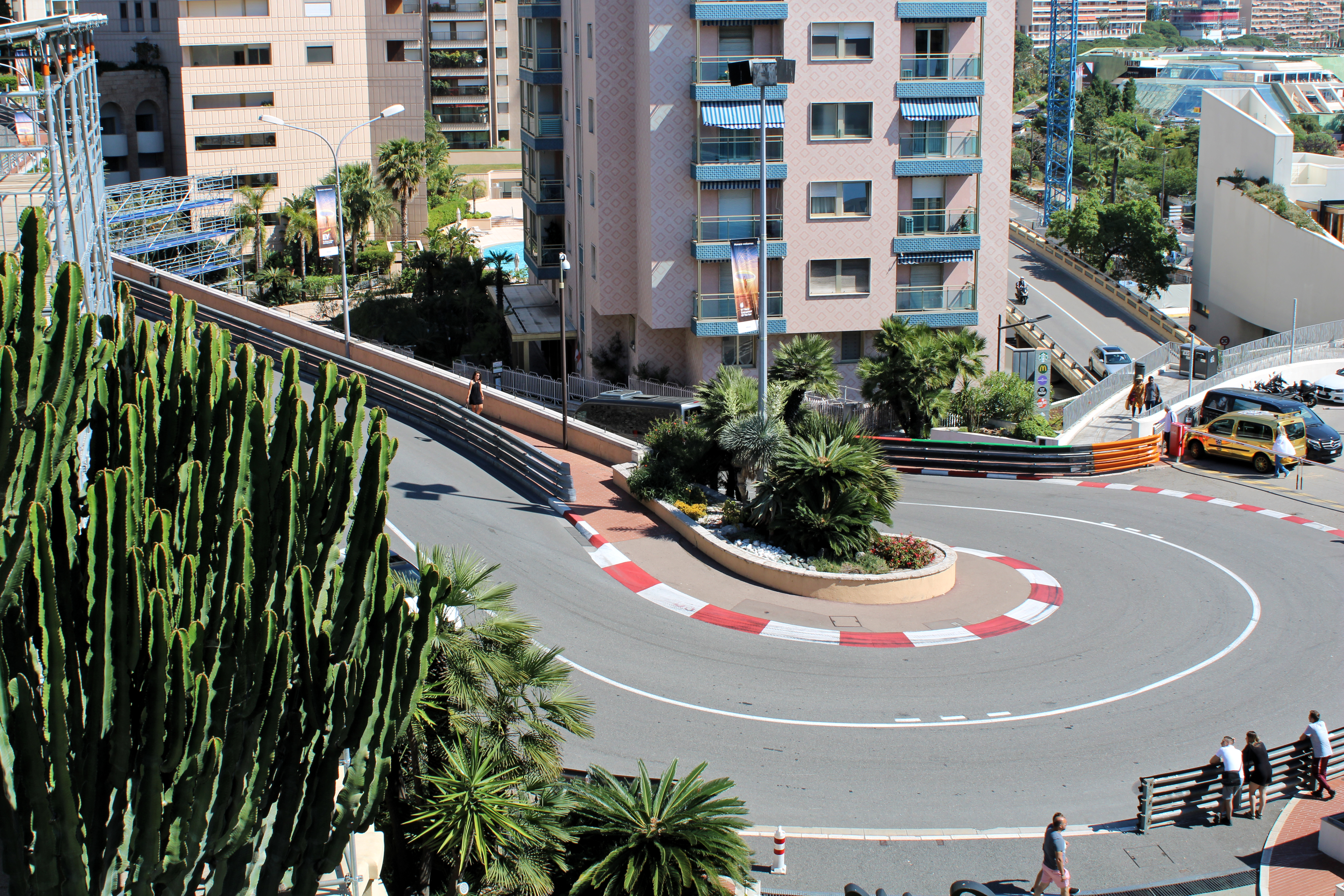
Tor tworzą ulice na co dzień wykorzystywane przez normalne pojazdy

Pierwszą edycję zorganizował w 1929 roku Antony Noghes, producent papierosów i mieszkaniec Monte Carlo. Pomysł popierał ówczesny władca Książę Louis II, który stworzył organizację "Automobile Club de Monaco", której Noghes był pierwszym prezydentem. Inauguracyjny wyścig wygrał William Grover-Williams ("Williams"), który jeździł w samochodzie Bugatti. Charakterystyczny, zielony kolor nadwozia stał się w przyszłości rozpoznawalnym znakiem Brytyjczyków w sportach samochodowych.
Tor Circuit de Monaco tworzą obecnie ulice Monte Carlo i La Condamine. Trasa zawiera wiele wzniesień, ciasnych zakrętów i wąskich odcinków co powoduje, że jest to w chwili obecnej najbardziej wymagający tor w Formule 1. Kierowcy zmieniają biegi średnio co dwie sekundy, czyli 40 razy w ciągu okrążenia i około 3100 razy podczas całego dystansu. Z wielu względów tor wydaje się nie pasować do wyścigów z powodu ciasnych ulic, które praktycznie uniemożliwiają wyprzedanie. Jednakże, już wielokrotnie dochodziło tu do zażartych pojedynków. Poza tym wyścig jest najbardziej prestiżowym ze wszystkich obecnych i jego przyszłość w kalendarzu F1 jest raczej pewna.

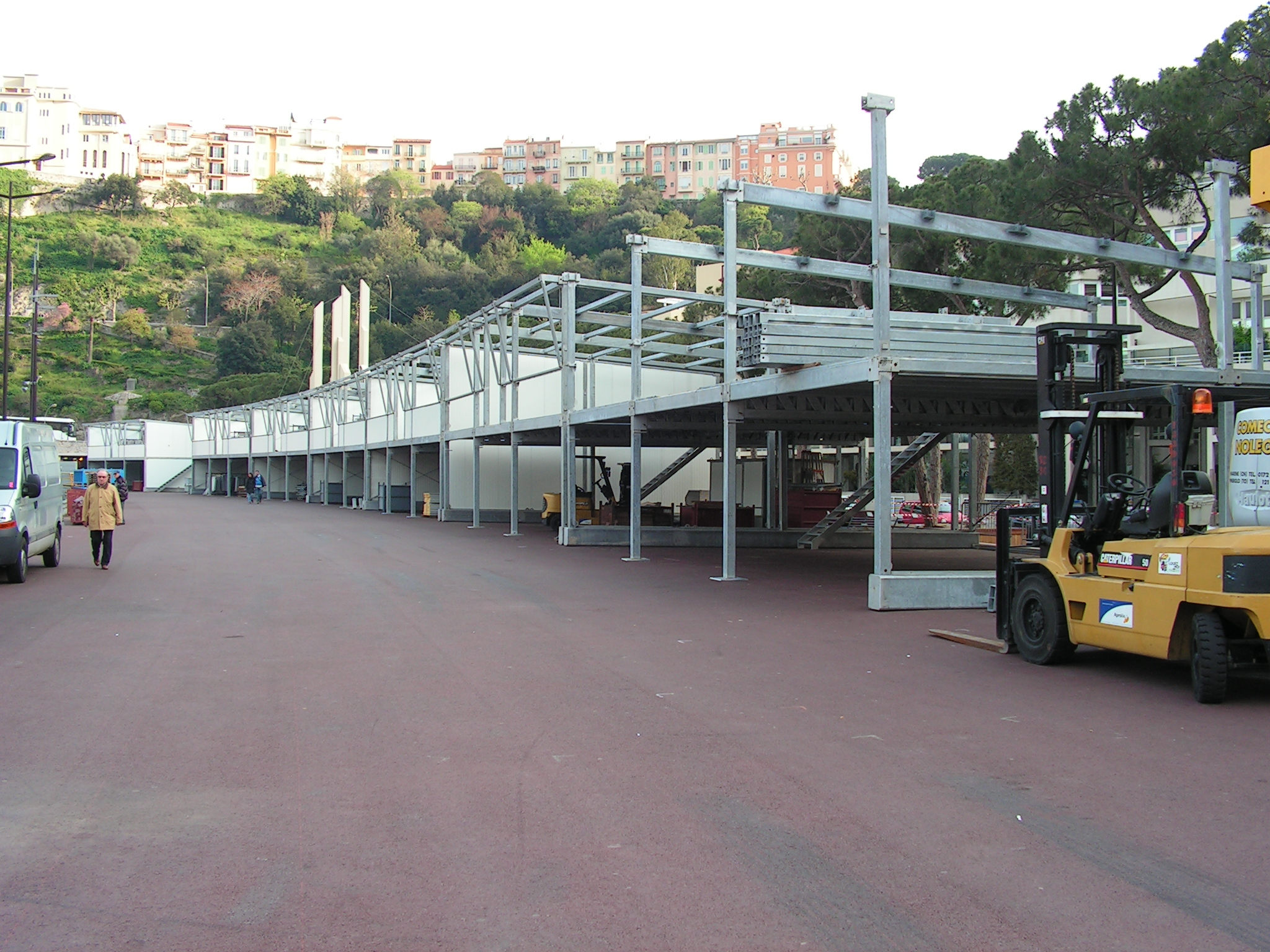
Od sezonu 2006, na czas wyścigu budowane były większe boksy, które nadal pozostają najciaśniejszymi w całym cyklu Mistrzostw Świata Formuły 1

Grand Prix Monako było jednym z tych, które zostały zorganizowane w inaugurującym Formułę 1 sezonie 1950. W sezonie 1952 wyścig odbył się, ale nie był zaliczany do Mistrzostw Świata. Od sezonu 1955 wyścig odbywa się każdego roku jako eliminacja Mistrzostw Świata Formuły 1.
Organizatorem wyścigu jest Automobile Club de Monaco, który organizuje także Rajd Monte Carlo i Puchar Monako w Kartingu.
Tor w Monako jest uważany za jeden z najbardziej niebezpiecznych obiektów F1. Mimo to zginął na nim tylko jeden kierowca F1. Najtragiczniejszy wypadek miał miejsce w 1967 roku, kiedy to bolid Ferrari za kierownicą którego jechał Lorenzo Bandini stanął w płomieniach. Uwięziony w środku kierowca nie miał szans na przeżycie mimo szybko podjętej akcji gaśniczej. Spłonął w palącej się w temperaturze 700 stopni benzynie.
W sezonie 2020 z powodu panującej pandemii COVID-19 wyścig został przeniesiony, a następnie odwołany. W sezonie 2021 wyścig powrócił do kalendarza.

## Zwycięzcy Grand Prix Monako
| Sezon       | Kierowca             | Konstruktor         | Tor           |               |
| ----------- | -------------------- | ------------------- | ------------- | ------------- |
| 1950        | Juan Manuel Fangio   | Alfa Romeo          | Monte Carlo   | Wyniki        |
| 1951 – 1954 | nie rozegrano        | nie rozegrano       | nie rozegrano | nie rozegrano |
| 1955        | Maurice Trintignant  | Ferrari             | Monte Carlo   | Wyniki        |
| 1956        | Stirling Moss        | Maserati            | Monte Carlo   | Wyniki        |
| 1957        | Juan Manuel Fangio   | Maserati            | Monte Carlo   | Wyniki        |
| 1958        | Maurice Trintignant  | Cooper-Climax       | Monte Carlo   | Wyniki        |
| 1959        | Jack Brabham         | Cooper-Climax       | Monte Carlo   | Wyniki        |
| 1960        | Stirling Moss        | Lotus-Climax        | Monte Carlo   | Wyniki        |
| 1961        | Stirling Moss        | Lotus-Climax        | Monte Carlo   | Wyniki        |
| 1962        | Bruce McLaren        | Cooper-Climax       | Monte Carlo   | Wyniki        |
| 1963        | Graham Hill          | BRM                 | Monte Carlo   | Wyniki        |
| 1964        | Graham Hill          | BRM                 | Monte Carlo   | Wyniki        |
| 1965        | Graham Hill          | BRM                 | Monte Carlo   | Wyniki        |
| 1966        | Jackie Stewart       | BRM                 | Monte Carlo   | Wyniki        |
| 1967        | Denny Hulme          | Brabham-Repco       | Monte Carlo   | Wyniki        |
| 1968        | Graham Hill          | Lotus-Ford          | Monte Carlo   | Wyniki        |
| 1969        | Graham Hill          | Lotus-Ford          | Monte Carlo   | Wyniki        |
| 1970        | Jochen Rindt         | Lotus-Ford          | Monte Carlo   | Wyniki        |
| 1971        | Jackie Stewart       | Tyrrell-Ford        | Monte Carlo   | Wyniki        |
| 1972        | Jean-Pierre Beltoise | BRM                 | Monte Carlo   | Wyniki        |
| 1973        | Jackie Stewart       | Tyrrell-Ford        | Monte Carlo   | Wyniki        |
| 1974        | Ronnie Peterson      | Lotus-Ford          | Monte Carlo   | Wyniki        |
| 1975        | Niki Lauda           | Ferrari             | Monte Carlo   | Wyniki        |
| 1976        | Niki Lauda           | Ferrari             | Monte Carlo   | Wyniki        |
| 1977        | Jody Scheckter       | Wolf-Ford           | Monte Carlo   | Wyniki        |
| 1978        | Patrick Depailler    | Tyrrell-Ford        | Monte Carlo   | Wyniki        |
| 1979        | Jody Scheckter       | Ferrari             | Monte Carlo   | Wyniki        |
| 1980        | Carlos Reutemann     | Williams-Ford       | Monte Carlo   | Wyniki        |
| 1981        | Gilles Villeneuve    | Ferrari             | Monte Carlo   | Wyniki        |
| 1982        | Riccardo Patrese     | Brabham-Ford        | Monte Carlo   | Wyniki        |
| 1983        | Keke Rosberg         | Williams-Ford       | Monte Carlo   | Wyniki        |
| 1984        | Alain Prost          | McLaren-TAG         | Monte Carlo   | Wyniki        |
| 1985        | Alain Prost          | McLaren-TAG         | Monte Carlo   | Wyniki        |
| 1986        | Alain Prost          | McLaren-TAG         | Monte Carlo   | Wyniki        |
| 1987        | Ayrton Senna         | Lotus-Honda         | Monte Carlo   | Wyniki        |
| 1988        | Alain Prost          | McLaren-Honda       | Monte Carlo   | Wyniki        |
| 1989        | Ayrton Senna         | McLaren-Honda       | Monte Carlo   | Wyniki        |
| 1990        | Ayrton Senna         | McLaren-Honda       | Monte Carlo   | Wyniki        |
| 1991        | Ayrton Senna         | McLaren-Honda       | Monte Carlo   | Wyniki        |
| 1992        | Ayrton Senna         | McLaren-Honda       | Monte Carlo   | Wyniki        |
| 1993        | Ayrton Senna         | McLaren-Ford        | Monte Carlo   | Wyniki        |
| 1994        | Michael Schumacher   | Benetton-Ford       | Monte Carlo   | Wyniki        |
| 1995        | Michael Schumacher   | Benetton-Renault    | Monte Carlo   | Wyniki        |
| 1996        | Olivier Panis        | Ligier-Mugen-Honda  | Monte Carlo   | Wyniki        |
| 1997        | Michael Schumacher   | Ferrari             | Monte Carlo   | Wyniki        |
| 1998        | Mika Häkkinen        | McLaren-Mercedes    | Monte Carlo   | Wyniki        |
| 1999        | Michael Schumacher   | Ferrari             | Monte Carlo   | Wyniki        |
| 2000        | David Coulthard      | McLaren-Mercedes    | Monte Carlo   | Wyniki        |
| 2001        | Michael Schumacher   | Ferrari             | Monte Carlo   | Wyniki        |
| 2002        | David Coulthard      | McLaren-Mercedes    | Monte Carlo   | Wyniki        |
| 2003        | Juan Pablo Montoya   | Williams-BMW        | Monte Carlo   | Wyniki        |
| 2004        | Jarno Trulli         | Renault             | Monte Carlo   | Wyniki        |
| 2005        | Kimi Räikkönen       | McLaren-Mercedes    | Monte Carlo   | Wyniki        |
| 2006        | Fernando Alonso      | Renault             | Monte Carlo   | Wyniki        |
| 2007        | Fernando Alonso      | McLaren-Mercedes    | Monte Carlo   | Wyniki        |
| 2008        | Lewis Hamilton       | McLaren-Mercedes    | Monte Carlo   | Wyniki        |
| 2009        | Jenson Button        | Brawn-Mercedes      | Monte Carlo   | Wyniki        |
| 2010        | Mark Webber          | Red Bull-Renault    | Monte Carlo   | Wyniki        |
| 2011        | Sebastian Vettel     | Red Bull-Renault    | Monte Carlo   | Wyniki        |
| 2012        | Mark Webber          | Red Bull-Renault    | Monte Carlo   | Wyniki        |
| 2013        | Nico Rosberg         | Mercedes            | Monte Carlo   | Wyniki        |
| 2014        | Nico Rosberg         | Mercedes            | Monte Carlo   | Wyniki        |
| 2015        | Nico Rosberg         | Mercedes            | Monte Carlo   | Wyniki        |
| 2016        | Lewis Hamilton       | Mercedes            | Monte Carlo   | Wyniki        |
| 2017        | Sebastian Vettel     | Ferrari             | Monte Carlo   | Wyniki        |
| 2018        | Daniel Ricciardo     | Red Bull-TAG Heuer  | Monte Carlo   | Wyniki        |
| 2019        | Lewis Hamilton       | Mercedes            | Monte Carlo   | Wyniki        |
| 2020        | nie rozegrano        | nie rozegrano       | nie rozegrano | nie rozegrano |
| 2021        | Max Verstappen       | Red Bull-Honda      | Monte Carlo   | Wyniki        |
| 2022        | Sergio Pérez         | Red Bull-RBPT       | Monte Carlo   | Wyniki        |
| 2023        | Max Verstappen       | Red Bull-Honda RBPT | Monte Carlo   | Wyniki        |
| 2024        | Charles Leclerc      | Ferrari             | Monte Carlo   | Wyniki        |
| 2025        | Lando Norris         | McLaren-Mercedes    | Monte Carlo   | Wyniki        |
| Sezon       | Kierowca             | Konstruktor         | Tor           |               |

Liczba zwycięstw (kierowcy):
- 6 – Ayrton Senna
- 5 – Graham Hill, Michael Schumacher
- 4 – Alain Prost
- 3 – Lewis Hamilton, Stirling Moss, Nico Rosberg, Jackie Stewart
- 2 – Fernando Alonso, David Coulthard, Juan Manuel Fangio, Niki Lauda, Jody Scheckter, Maurice Trintignant, Sebastian Vettel, Mark Webber, Max Verstappen
- 1 – Jean-Pierre Beltoise, Jack Brabham, Jenson Button, Mika Häkkinen, Denny Hulme, Charles Leclerc, Bruce McLaren, Juan Pablo Montoya, Lando Norris, Olivier Panis, Riccardo Patrese, Sergio Pérez, Ronnie Peterson, Kimi Räikkönen, Carlos Reutemann, Daniel Ricciardo, Keke Rosberg, Jochen Rindt, Jarno Trulli, Gilles Villeneuve

Liczba zwycięstw (producenci podwozi):
- 16 – McLaren
- 11 – Ferrari
- 7 – Lotus, Red Bull
- 5 – BRM, Mercedes
- 3 – Cooper, Tyrrell, Williams
- 2 – Benetton, Brabham, Maserati, Renault
- 1 – Alfa Romeo, Brawn, Ligier, Wolf

Liczba zwycięstw (producenci silników):
- 13 – Ford, Mercedes
- 10 – Ferrari
- 7 – Honda
- 6 – Renault
- 5 – BRM, Climax
- 3 – TAG
- 2 – Maserati
- 1 – Alfa Romeo, BMW, Mugen-Honda, RBPT, Repco, TAG Heuer, Honda RBPT

## Zwycięzcy Grand Prix Monako poza Formułą 1
| Sezon | Kierowca                | Konstruktor   | Tor         |        |
| ----- | ----------------------- | ------------- | ----------- | ------ |
| 1929  | William Grover-Williams | Bugatti       | Monte Carlo | Wyniki |
| 1930  | René Dreyfus            | Bugatti       | Monte Carlo | Wyniki |
| 1931  | Louis Chiron            | Bugatti       | Monte Carlo | Wyniki |
| 1932  | Tazio Nuvolari          | Alfa Romeo    | Monte Carlo | Wyniki |
| 1933  | Achille Varzi           | Bugatti       | Monte Carlo | Wyniki |
| 1934  | Guy Moll                | Alfa Romeo    | Monte Carlo | Wyniki |
| 1935  | Luigi Fagioli           | Mercedes-Benz | Monte Carlo | Wyniki |
| 1936  | Rudolf Caracciola       | Mercedes-Benz | Monte Carlo | Wyniki |
| 1937  | Manfred von Brauchitsch | Mercedes-Benz | Monte Carlo | Wyniki |
| 1948  | Giuseppe Farina         | Maserati      | Monte Carlo | Wyniki |
| 1952  | Vittorio Marzotto       | Ferrari       | Monte Carlo | Wyniki |
| Sezon | Kierowca                | Konstruktor   | Tor         |        |